# Troféu HQ Mix de melhor evento
Evento é uma das categorias do Troféu HQ Mix, premiação brasileira dedicada aos quadrinhos que é realizada pela Associação dos Cartunistas do Brasil (ACB) e pelo Instituto do Memorial das Artes Gráficas do Brasil (IMAG) desde 1989.

## História
A categoria "Evento" foi criada em 2004 para premiar eventos em geral cuja temática seja ligada aos quadrinhos e/ou ao humor gráfico (com exceção para salões e festivais, que possuem categoria própria). Os ganhadores são escolhidos por votação entre profissionais da área (roteiristas, desenhistas, jornalistas, editores, pesquisadores etc.) a partir de uma lista de sete indicados elaborada pela comissão organizadora do evento. Houve exceção apenas entre 2009 e 2012, quando o prêmio foi definido pela comissão e por um júri especial.
O Festival Internacional de Quadrinhos (FIQ), de Belo Horizonte, é o principal vencedor da categoria, tendo conquistado seis edições do Troféu HQ Mix.

## Vencedores e indicados
| Ano  | Evento                                                           | Cidade                                   | Outros indicados | Nota          |
| ---- | ---------------------------------------------------------------- | ---------------------------------------- | --- | ------------- |
| 2004 | 3º Festival Internacional de Quadrinhos                          | Belo Horizonte                           | | [ 1 ]         |
| 2005 | Ilustra Brasil                                                   | São Paulo                                | | [ 7 ]         |
| 2006 | 4º Festival Internacional de Quadrinhos                          | Belo Horizonte                           | - 2ª Feira do Livro Infantil, Juvenil & Quadrinhos de São Paulo - Alboom! - III Mostra de Quadrinhos - Anime Friends/2005 - Ilustra Brasil 2 - Mundo dos Quadrinhos - 2005 - Pizzada / 6º Encontro Anual dos Cartunistas | [ 4 ] [ 8 ]   |
| 2007 | Ilustra Brasil 3                                                 | São Paulo                                | - 3º Anime Dreams - São Paulo - 6º Sana - Fortaleza - 7° Encontro Anual dos Cartunistas (Pizzada) - São Paulo - Anime Friends - São Paulo - Festival de Quadrinhos Fnac no Parque Literário - Brasília - HQ Festival (Aracaju) | [ 9 ] [ 10 ]  |
| 2008 | 5º Festival Internacional de Quadrinhos                          | Belo Horizonte                           | - 25 Anos da Gibiteca de Curitiba (Gibiteca Curitiba) - 2ª Semana de Quadrinhos (UFRJ) - 2º Festival de Quadrinhos (Fnac Brasília) - 4º Ilustra Brasil! (SIB) - Anime Dreams - Recife 12 Horas de HQ | [ 5 ] [ 11 ]  |
| 2009 | Bistecão Ilustrado                                               | São Paulo                                | Eleito pela comissão e pelo júri especial | [ 2 ]         |
| 2010 | 6º Festival Internacional de Quadrinhos                          | Belo Horizonte                           | Eleito pela comissão e pelo júri especial | [ 6 ]         |
| 2011 | Rio Comicon                                                      | Rio de Janeiro                           | Eleito pela comissão e pelo júri especial | [ 12 ]        |
| 2012 | 7º Festival Internacional de Quadrinhos                          | Belo Horizonte                           | Eleito pela comissão e pelo júri especial | [ 3 ]         |
| 2013 | Gibicon nº 1 - Convenção Internacional de Quadrinhos de Curitiba | Curitiba                                 | - II Ugra Fest Zine - 19º Fest Comix - Fanzinada - Multiverso Comic Con - Quantacon - Ziraldo 80 | [ 13 ] [ 14 ] |
| 2014 | 8º Festival Internacional de Quadrinhos                          | Belo Horizonte                           | - Brasil Comic Con - Comic Mania XV - III FLIQ – Feira de Livros e Quadrinhos de Natal - III Ugra Zine Fest - Mercado de Pulgas - Multiverso Comic Con | [ 15 ] [ 16 ] |
| 2015 | 1ª Comic Con Experience                                          | São Paulo                                | - Brasil Comic Con (São Paulo) - Fest Comix (São Paulo) - Festival Guia dos Quadrinhos (São Paulo) - Gibicon (Curitiba) - Multiverso Comic Con (Canoas) - Ugra Zine Fest (São Paulo) | [ 17 ] [ 18 ] |
| 2016 | 2ª Comic Con Experience                                          | São Paulo                                | - 21ª Fest Comix – São Paulo Expo - 31º Troféu Angelo Agostini – AQC – São Paulo/SP - 3as Jornadas Internacionais de Histórias em Quadrinhos – ECA-USP - 9º Festival Guia dos Quadrinhos – Associação Beneficente Osaka Naniwa Kai – São Paulo/SP - 9º FIQ – Festival Internacional de Quadrinhos de 2015 – Belo Horizonte - Anime Friends 2015 – Campo de Marte – São Paulo/SP - Comic Con RS – CANOAS/RS - Santos Comic Expo 2015 – Centro de Cultura Patrícia Galvão - Ugra Zine Fest – CENTRO CULTURAL SÃO PAULO | [ 19 ] [ 20 ] |
| 2017 | 3ª Comic Con Experience                                          | São Paulo                                | - BIENAL DE QUADRINHOS DE CURITIBA - FANZINADA - FEIRA MIOLO(S) - MALTÃO – ENCONTRO DE ILUSTRADORES - OCUPAÇÃO GLAUCO – EVENTO - SANTOS COMIC EXPO 2016 - SEMANA INTERNACIONAL DE QUADRINHOS DA UFRJ – SIQ - TROFÉU ANGELO AGOSTINI - VIRADA NERD & DIA DO QUADRINHO GRÁTIS | [ 21 ] [ 22 ] |
| 2018 | 4ª Comic Con Experience                                          | São Paulo                                | - 33º Troféu Angelo Agostini - Biblioteca Pública Municipal Professor Ernesto Manoel Zink - Feira Miolo(S) - Feirão Das HQ’S - Juntageek 2017 - Quadrinhos Intuados – 3º Encontro Regional Sobre Histórias em Quadrinhos - Santos Comic Expo 2017 - UGRA FEST 2017 - Virada Nerd e o Dia do Quadrinho Grátis 2017 | [ 23 ] [ 24 ] |
| 2019 | 5ª Comic Con Experience                                          | São Paulo                                | - 34.º Prêmio Angelo Agostini - 5ª edição do Dia do Quadrinho Nacional Biblioteca Zink - Biblioteca/ Gibiteka Municipal profª Max Zendron - Bienal de Quadrinhos de Curitiba - Dia do Quadrinho Nacional em São Gonçalo/RJ - Duelo HQ - Fanzinada - Dia Nacional do Fanzine - Feirão das HQs - Fórum GB! Representação da Cultura Indígena e HQ Guaiamum - Prêmio Claudio Seto - Santos Criativa: Festival Geek - SIQ – Semana Internacional de Quadrinhos da UFRJ                                                   | [ 25 ] [ 26 ] |
| 2020 | Butantã Gibicon                                                  | Butantã Gibicon                          | - Esquentamente Artist's Alley - Heromix - Kuadrombi - Nitcomics - Panorama Nona Arte - Poc Con - Semana De Quadrinhos da UFRJ - SIQ (Semana Internacional de Quadrinhos) - Virada Nerd e Dia do Quadrinho Grátis | [ 27 ] [ 28 ] |
| 2021 | Butantã Gibicon                                                  | Butantã Gibicon                          | - Bienal de Quadrinhos de Curitiba Online - Conexões Universitárias - Dia do Quadrinho Nacional na Biblioteca Zink - Esquenta Nitcomics - Fuzuê Nerd - Hqweek! - Poc Con em Casa - V Jornada do Seleprot - Virada Nerd e Dia do Quadrinho Grátis | [ 29 ] [ 30 ] |
| 2022 | Poc Con em Casa                                                  | Poc Con em Casa                          | - 16º Salão Internacional de Humor de Caratinga e Festival JAL&GUAL - Bienal de Quadrinhos de Curitiba - Feira Miolo(s) - Gueto Geek - HQweek! - Universo Geek - Virada Nerd e Dia do Quadrinho Grátis | [ 31 ] [ 32 ] |
| 2023 | 11º Festival Internacional de Quadrinhos                         | 11º Festival Internacional de Quadrinhos | - 40 Anos da Gibiteca de Curitiba - Butantã Gibicon - Evento Desenhão - Feira Miolo(s) - Gibirama - Feira Goiana de Histórias em Quadrinhos - PerifaCon - Poc Con - Santos Comic Expo - Top! Top! - Convenção Paraibana de Quadrinhos | [ 33 ] [ 34 ] |